# Louisville (Illinois)
Louisville é uma vila localizada no estado americano de Illinois, no Condado de Clay.

## Demografia
Segundo o censo americano de 2000, a sua população era de 1242 habitantes.
Em 2006, foi estimada uma população de 1247, um aumento de 5 (0.4%).

## Geografia
De acordo com o United States Census Bureau tem uma área de
1,8 km², dos quais 1,8 km² cobertos por terra e 0,0 km² cobertos por água.

## Localidades na vizinhança
O diagrama seguinte representa as localidades num raio de 20 km ao redor de Louisville.